# Friedrich Waldeck (Politiker, 1768)
Friedrich Ludwig Wilhelm Waldeck (* 4. Juli 1768 in Korbach; † 21. April 1843 ebenda) war ein deutscher Jurist und Mitglied des Landtages im Fürstentum Waldeck.

## Leben
Friedrich Waldeck absolvierte ein Studium der Rechtswissenschaften und kam in den Dienst des Fürsten von Waldeck. Dort wurde er Rat (1804), Landrentmeister (1806) und Generalkassenführer der Landschaft (1808). 1811 fungierte er als  Hofgerichtsrat und war von 1812 bis 1814 Adjunkt des Landsyndikus Johann Jakob Leonhardi. Als dieser ab dem 15. Februar 1814 als Wortführer im Kampf gegen das Organisationsedikt nicht mehr an den Beratungen des Landtags teilnahm, wurde Waldeck dessen Nachfolger im Amt.
Von 1814 bis zu seinem Tod verwaltete er die Einlösungs-, Akzise-  und Brandkasse.
1831 war er Mitglied des Stadtrats in Arolsen. 
Er war der Vater des Landtagsabgeordneten Carl Friedrich Waldeck.